# Луксозен автомобил
Луксозен автомоби (също автомобил от горен клас) е категория леки автомобили с големи размери – по-големи от тези на автомобил от висок среден клас. В антимонополната практика на Европейската комисия тези автомобили са определяни като пазарен сегмент F.
- Мерцедес-Бенц S-класа
- БМВ 7
- Ауди A8